# Константиновск
Константиновск (на руски: Константиновск) е град в Русия, административен център на Константиновски район, Ростовска област. Населението му към 1 януари 2018 година е 17 160 души.